# San Martín Zacatepec
San Martín Zacatepec è un comune del Messico, situato nello stato di Oaxaca.